# 佐洛圣雅各布
佐洛圣雅各布（匈牙利語：Zalaszentjakab）是匈牙利佐洛州所辖的一个村庄，总面积7.01平方公里，截止2010年1月1日，该村总人口372，人口密度53.1人/平方公里。